# Zoe (carica)
Zoe (grč. Ζωή) (Carigrad, o. 978. – Carigrad, 1050.), bizantska carica od 1028. godine, kći bizantskog cara Konstantina VIII. (1025. – 1028.). Ispočetka je vladala sa suvladarima, većinom supružnicima, a od 1042. godine uz trećeg supruga i sestru Teodoru.

## Životopis
Kći cara Konstantina VIII. i Helene te sestra Eudokije i Teodore. Budući da car nije imao muških potomaka, odredio je Zoe za svoju nasljednicu i vjenčao ju za senatora Romana Argira, koji je postao njen suvladar nakon careve smrti. Roman III. Argir (1028. – 1034.) je ubrzo umro kao žrtva Zojine urote, a carica je uskoro sklopila novi brak sa svojim mladim ljubavnikom Mihaelom IV. Paflagoncem (1034. – 1041.), no i on je nakon kraće vladavine umro. Vlast je potom ugrabio njegov nećak Mihael V. Kalafat (1041. – 1042.), koji je dao zatočiti caricu, ali ga je narodna pobuna svrgnula s vlasti. Carica Zoe tada je polušala vladati sa svojim mlađim sestrama što se pokazalo neizvedivim zadatkom zbog čestih svađa. Zoe se ponovno vjenčala i na vlast dovela trećeg muža, Konstantina IX. Monomaha, koji ju je i nadživio.